# 機械戦士ギルファー
『機械戦士ギルファー』（メカバトラー・ギルファー）は、原案：西尾元宏、漫画：巻来功士による日本のSFアクション漫画。『週刊少年ジャンプ』（集英社）において、1983年51号から1984年13号まで連載された。1984年5月と7月には、ジャンプスーパーコミックスレーベルで単行本が全2巻で刊行された。
2016年発行の作者の自伝漫画『連載終了！』によれば、原作は人間が巨大ロボットに乗り込んで闘うという内容であった。元々は手塚賞・赤塚賞と同時に行われていた漫画原作賞「梶原賞」の応募作で、西尾は応募当時、東京大学の学生だったが、プロデビューしなかったため、本作以外の漫画原作はない。後に薬学博士となり、講談社ブルーバックスなどで著書がある。
原作は難しい内容だったようで、『週刊少年キング』から移籍してきた作者は、本作の漫画化に成功したことで編集部に評価され、続く『メタルK』『ゴッドサイダー』の連載へと繋がっていく。

## あらすじ
遥か未来、人類は空中都市や宇宙航行などを実現するほどの科学力を有したが、環境破壊の代償を払う結果となり、日本も温暖化による水位上昇と地盤沈下で海底へと沈み、日本人は世界中に移住した。この時代、人類は自立思考型ロボット同士を闘わせる「メカバトル」に熱狂していた。
事故死した恋人をクローン人間として復活させるため、ゼウスボックスに自分の脳を移して機械戦士（メカバトラー）となったギルファーは、闘いの中で全ての真実を知ることになる。

## 登場人物

### ギルファーと仲間たち
ギルファー
本作の主人公。事故死した恋人をクローン人間として復活させるため、開発中のゼウスボックスの試験者としてメカバトラーとなる。ゼウスボックスが持つ機能の1つで、感情の増幅により超能力の一種“オーラ”を発現させてそれを莫大な力へ変換し、その形態を光の剣などに変えることができる。その実体はシズオの親友で、ギルファー開発チームの一員であったシバ。
『ゴッドサイダーサーガ 神魔三国志』では、武闘派ヤクザの大親分となって再登場している。
ミネ シズオ
かつてのギルファー開発チームの一員で、ギルファーのトレーナーとなる。
ミネ マヤ
シズオの妹でギルファーのマネージャーとなる。

### ギャラクシー財団
フューラー・ジル
ギャラクシー財団の総裁。半機械人間であり、ゼウスボックスによる永遠の命を望む。
フレア
ジルの孫娘。財団の暗部にもある程度関与しており、ルイとは微妙な関係にある。かつてシバと恋仲であり、ギルファーの素性を知る人物の1人。
ルイ・ヘル・シュテット
財団の一員（幹部級と思われるが詳細は不明）。実はサイボーグであり、ギルファー抹殺の切り札。バトラーとしての能力はカ・ドウを瞬殺するほどである。超能力者でもあり、ギルファーと同等以上の精神能力を発揮できる。
元々はギルファーのゼウスボックスに必要な有機素材である脳下垂体の非検体になった弟の仇撃ちに、ジルに近付き暗殺するためにギャラクシー財団に入って復讐の機会を伺っていた。のちにギルファーに敗れ、代わりにジルを倒してくれるよう託した。

### メカバトラー
メビウス
金星開発用ロボットのメカバトラー。特殊繊維を用いたスパイダーネットによって相手を捕縛し、相手の頭脳コンピューターから全てのプログラムを吸い上げて己のものにできる。ギルファーとの対戦に敗れて暴走し、ミネ兄妹のいる宇宙船を襲ったところを、被害を防ぐために駆けつけたルイにより破壊される。イースタン・リーグ第2位。
バジリスク
ロバートという少年との友情により心を持った工業用ロボットが彼の死を知って暴走した後、その破壊力を見込まれて対ギルファー用のメカバトラーとされた。元々過酷な場所での作業を目的とするために頑丈なボディに二重装甲を備え、ある程度の変形能力も持つ。ギルファーに敗れた後、普通の工業用ロボットへ戻すために記憶をリセットされそうになり、ロバートとの思い出を守るべく自爆した。
カ・ドウ
世界チャンピオン。ギルファーとの対戦が予定されていたが、直前のノンタイトルマッチでルイが偽装したバードマンに敗北し、破壊される。相手を捕縛して「捕食」することで、その装備や能力を己のものにできる。

## 登場人物の技・能力

### ギルファー
ゼウスボックスにより増幅された精神能力を源にする技を多数有する。
ゼウスボックス
人間の脳内にあると言われる、一般に『魂』と呼ばれている知識や記憶などをボックス状の集積回路に移す事で永遠の命を得るというもの。感情の増幅により超能力の一種“オーラ”を発現させてそれを莫大な力へ変換させる機能を持ち、様々な能力に用いる。ギャラクシー財団の生物学や機械工学の第一人者であるキム博士の下に開発され、ギルファーの頭部に搭載されている。のちにキム博士は突然の病に斃れてこの世を去っているためギルファーのゼウスボックスのみが完成例であり、ジルは自身の不死を望むべくギルファーを亡き者にしようと暗躍する。
のちにゼウスボックスの記憶媒体に人間一千人分の脳下垂体が用いられている事と、また誘拐などの非人道的な手段で収集されている事も発覚する。
ビームカッター
精神電圧を輪にして相手にぶつける技。厚さ10cmの硬質金属を切断できる。
ソウルショット
指先から精神波を炸裂させる技。片手で厚さ10cmの金属を貫き、両手で50cmの金属を粉砕できる。
タイムスピーダー
30秒間だけ秒速5kmで行動できる。ゼウスボックスの覚醒次第で爆発の気流すら目視して避ける事ができる。
アームサーベル
精神力を凝縮して作られた剣。厚さ50cmの金属を貫く。
アイアンストーム
秒速3万回転のスピードで磁気を吸い上げ、相手の中枢神経を破壊する技。一般的な台風の500倍の力がある。
重装モード
首をはじめとする関節部に追加装甲を展開して防御力を上げる。作中ではルイ戦とジル戦に使用した。
オーラボンバー
全てのゼウスパワーを全身機関から放出し、相手を粉砕する技。通常時でも大半のエネルギーを消費するため、機体に損傷がある場合は自爆の可能性すら生む。
作中ではギルファーが恋人の死の真相に激怒して暴走したことにより、本来の技を超越した能力を発揮。放出されたゼウスパワーが直径10kmを超す放射状の無数の鋭い光の結晶へと変化し、結果としてギルファーを圧倒して本来のオーラボンバーの威力にも耐えたルイを光の結晶の刃で串刺しにすることで、戦闘不能へ追いやった。

### メビウス
スパイダーネット
粘着性の液体を蜘蛛の巣状に放出して相手を捕獲し、相手のメインコンピューターからプログラムを吸い取り、自らの力にする技。

### バジリスク
ドリル・アーマー攻撃
腕をドリルに変化させる。連続攻撃や腕を伸ばしての攻撃も可能。
アームサーベル
ギルファーのアームサーベルと同等の力がある。
ストーンデストロイヤー
手の平から数百万度の高熱を放出する。

### カ・ドウ
ヘルフラワー
対戦相手のバトラーを捕食し、相手の能力を自らのものにする技。

### ルイ・ヘル・シュテット
サイボーグとしての能力と自身の超能力の相乗効果により高度な能力を有する。
パワー
バトラーとして驚異的なパワーを有し、格闘において圧倒的な力を発揮する。
電光槍
連続攻撃が可能。ギルファーを退避に追い込む。
タイムスピーダー
精神能力により、ギルファーを上回る超高速で行動する。
アームサーベル
精神力を凝縮して作られた剣。ギルファーのアームサーベルを粉砕する力がある。
アイアンストームがえし
アイアンストーム中心部のわずかな真空帯を狙い、真上からローリング・クロスアタックによって反撃する技。

## 各話タイトル
雑誌掲載時　
1. 「鋼鉄の魔人」の巻
2. 「苦悶の中で…!!」の巻（前号予告「苦悶の中で」の巻）
3. 「蜘蛛の巣」の巻（前号予告「変身」の巻）
4. 「美獣!!」の巻（前号予告「強く華麗な男!」の巻）
5. 「バッツの策略」の巻（前号予告「狂気」の巻）
6. 「硝煙の中で!!」の巻（前号予告「爆発!!」の巻）
7. 「憎しみ対愛」の巻（前号予告「逆襲」の巻）
8. 「人間として…」の巻（前号予告「人間としての死」の巻）
9. 「パワーズ5」の巻（前号予告「全開」の巻）
10. 「強敵!!」の巻（前号予告「脅威のバードマン」の巻）
11. 「必殺技!!」の巻（前号予告「怒り!!」の巻）
12. 「驚異の殺意」の巻（前号予告「復讐」の巻）
13. 「さらば永遠の戦士」の巻（前号予告「破壊」の巻）

単行本収録時
1. 「ゼウスボックスの秘密」（第1話、第2話）
2. 「死の無重力デスマッチ」（第3話、第4話）
3. 「魂を持った悪魔」（第5話、第6話、第7話）
4. 「バジリスクの記憶」（第8話）
5. 「チャンピオンの実力」（第9話）
6. 「ルイ・ヘル・シュテットの挑戦」（第10話、第11話）
7. 「ギルファー最後の闘い」（第12話、第13話）

## 単行本
- ジャンプスーパーコミックス　
  1. 第1巻1984年5月発売（「サムライR」収録）
  2. 第2巻1984年7月発売（「馬頭星雲竜巻一家」収録）
- ジャンプ・コミックス・エース
  1. 全1巻 1992年8月発売（「サムライR」収録）